# سد طرق
سد طرق یکی از سدهای استان خراسان رضوی و شهرستان مشهد است. این سد در ۱۴ کیلومتری جنوب شرقی مشهد بر روی رودخانۀ طرق و در نزدیکی بند قدیمی طرق قرار دارد.
سد طرق از نوع بتونی دو قوسی است که از ۲۲ بلوک و به عرض ۱۴ متر و ارتفاع ۸۱ متر از پی ساخته شده‌است. ضخامت تاج سد ۸۰٫۴ متر و دارای ۸۴٫۱۲ متر ضخامت در پی و طول تاج ۳۲۲ متر است.
حجم بتن ریزی سد ۱۶۵٬۰۰۰ متر مکعب می‌باشد.
سرریز این سد از نوع نیلوفری است.